# Vasile Moldoveanu
Vasile Moldoveanu (* 6. Oktober 1935 in Constanța) ist ein rumänischer Opernsänger (Tenor).

## Leben
Moldoveanu wurde am 6. Oktober 1935 in Constanța geboren und studierte Gesang an der Musikhochschule Ciprian Porumbescu in Bukarest unter der Leitung des Tenors Dinu Bădescu, als Student in der Klasse von Octav Enigărescu. Am 9. Januar 1966 debütierte er in der Rolle des Arlecchino in Pagliacci von Ruggero Leoncavallo an der Rumänischen Oper in Bukarest. Seine Laufbahn in Rumänien war kurz. Zwischen 1966 und 1971 sang er an der Rumänischen Nationaloper in sieben Spielzeiten in zwei Opern, hauptsächlich in Nebenrollen, aber auch einigen Hauptrollen, wie den Rodolfo in La Bohème, den Herzog von Mantua in Rigoletto oder den Tamino in Die Zauberflöte. In dieser Rolle trat er am 23. Juni 1972 zum letzten Mal in Rumänien auf. Außerdem erscheint er auch auf den ersten Opernschallplatten des Schallplattenverlags Electrecord in Nebenrollen der Opern La traviata, Samson et Dalila und Carmen.
Im Jahr 1971 wurde er von den Agenturen Viktor Vladarski und Friedrich Pasch zu einer Reihe von Vorsingen in Deutschland eingeladen. Da er kein Mitglied der Rumänischen Kommunistischen Partei war, erhielt er das Auslandsvisum nur sehr schwer. Im Jahr 1972 kam er in Deutschland an und entschied sich, nicht mehr ins kommunistische Rumänien zurückzukehren. Die rumänischen Behörden begannen eine Untersuchung und verurteilten ihn zum Tod. Hintergrund dieser Verurteilung war eine missbräuchliche Interpretation eines Absatzes des Strafgesetzbuches von 1968, der die Beschuldigung „Weigerung des Heimkehrens“ während einer „Mission der Staatsvertretung“ mit der Anklage von „Landesverrat“ assoziiert. Infolge der Änderung des Strafgesetzbuches im Jahr 1973 wurde der Prozess erneut aufgenommen und Vasile Moldoveanu zu fünf Jahren Gefängnis und Beschlagnahme des Vermögens verurteilt. Ähnliche Fälle sind diejenigen des rumänischen Regisseurs Petrică Ionescu oder des Balletttänzers Sergiu Stefanschi.

## Internationale Laufbahn
Im Jahr 1972 debütierte er an der Regensburger Oper in der Rolle des Manrico in Il trovatore, weitere Auftritte in Amsterdam und St. Gallen folgten. 1973 sang er an der Wiener Staatsoper den Alfredo in La Traviata. Im selben Jahr debütierte er in der Rolle des Don Carlos in der gleichnamigen Oper von Giuseppe Verdi, eine seiner emblematischen Rollen, die er während seiner Laufbahn 75 Mal gesungen hat.
Im Jahr 1974 unterschrieb er einen Vier-Jahres-Vertrag mit der Stuttgarter Staatsoper. Während der nächsten Jahre wirkte er in zahlreichen Produktionen wie Lucia di Lammermoor, La Bohème, Un ballo in maschera und La Traviata mit.
Im Jahr 1976 trat er an der Bayerischen Staatsoper in Rigoletto unter der Regie von Roman Polański auf.
Im Jahr 1977 wurde er Kammersänger an der Stuttgarter Oper.
Während seiner Anfangsjahre in Deutschland wurde er von Nelly Walter, Vizepräsidentin der Columbia Artists Management Impresario Agentur, die für die kommenden elf Jahre zu seiner Managerin wurde, an die Metropolitan Opera in New York empfohlen. 1979 debütierte er am Royal Opera House in London in Don Carlos unter der Regie von
Luchino Visconti.
Sein Antritt bei Metropolitan Opera hat am 19. Mai 1977 stattgefunden, während einer Tour der Gesellschaft in Minneapolis/Minnesota als Rodolfo, von der Oper La Bohème, mit Renata Scotto in der Rolle von Mimi als Partnerin, mit der er dann in mehreren Aufführungen singen wird. Bei Metropolitan Opera hat er in 105 Aufführungen gesungen, mehr als jeder andere rumänische Tenor. Er war der Sänger rumänischer Nationalität mir den meisten Auftritten in Hauptrolle in der Nachkriegszeit. Als Vergleich, hatte Luciano Pavarotti in derselben Zeitspanne in der Vasile Moldoveanu bei Metropolitan sang, 1977–1986, 100 Aufführungen, Plácido Domingo – 149, und José Carreras – 51. Eben 105 Aufführungen hatte in der Zwischenkriegszeit auch die Sopran Amelita Galli-Curci, in einer ähnlichen zehnjährigen Zeitspanne von 10 Jahren.
Er hat zehn Rollen bei Metropolitan Opera gesungen und wurde live im TV gestrahlt in den Opern Don Carlos (1980 – 11 Aufführungen), Il tabarro (1981 – 12 Aufführungen) und Simon Boccanegra (1984 – 27 Aufführungen). Außer diesen Rollen hat er Arrigo in I Vespri Siciliani gesungen (4 Aufführungen), Turridu in Cavalleria rusticana (8 Aufführungen), Cavaradossi in Tosca (3 Aufführungen), Rodolfo in La Bohème (6 Aufführungen), Des Grieux in Manon Lescaut (14 Aufführungen), Duca di Mantova in Rigoletto (8 Aufführungen) und Pinkerton in Madame Butterfly (12 Aufführungen). Ab 1987, nach einer komplizierten Intervention, verringert er seine Tätigkeit auf dem amerikanischen Kontinent. Seine letzten Auftritte in den Vereinigten Staaten sind an der Oper aus Denver: Calaf (Turandot) und Des Grieux (Manon Lescaut).
Nach seinem Rückkehr in Europa setzt er seine Karriere in Paris (Manon Lescaut – 9 Aufführungen im Jahre 1991 und noch 5 in 1993), Monaco (I Vespri siciliani und Aida – in der Regie von Giancarlo del Monaco), Nizza (La fanciulla del West Regie Petrică Ionescu), Rom (Turandot), Lissabon (Manon Lescaut), Parma (Don Carlo), Pretoria, Südafrika (Un ballo in maschera) und verschiedenen Städten in Deutschland (Stuttgart und Hamburg vor allem). Das einige Operntheater ersten Ranges, wo er nicht gesungen hat, war Teatro alla Scala aus Mailand, obwohl es Gespräche gegeben haben für eine Aufführung mit I Vespri siciliani.
In seiner über 30-jährigen Karriere hat Vasile Moldoveanu gemeinsam mit sehr vielen großen lyrischen Künstlern oder Dirigenten gearbeitet: Boris Cristoff, Ghena Dimitrova, Hildegard Behrens, Sylvia Sass, Theresa Zylis-Gara, Nicolai Ghiaurov, Galina Savova, Renato Bruson, Sherrill Milnes, Ana Tomova-Sintow, Magda Olivero, Piero Cappuccilli, Joan Sutherland, Leonie Rysanek, Renata Scotto, Cesare Siepi, Aprile Millo, Margaret Price, Roberta Peters, Monserrat Caballé, Maria Chiara, Aldo Proti, Ursula Koszut, Mirella Freni, Azuko Azuma, Teresa Stratas, Nancy Shade, Raina Kabaivanska, Eva Marton, Kiri Te Kanawa, Edita Gruberova, Ferruccio Furlanetto, James Levine, Nello Santi, Riccardo Chailly, Carlo Franci, Michel Plasson, Francesco Molinari Pradelli, Antonio Guadagno, Giuseppe Patane, Rafael Kubelik, Carlo Franci, Leonard Slatkin, Thomas Fulton, Myung-Whun Chung (sein Debüt bei Met war in einer Aufführung von Simon Boccanegra in 1986), James Conlon und Silvio Varviso.
Moldoveanu hatte eine Stimme mit sehr geschmeidiger vibranter Klangfarbe von lyrischem Tenor, so wie er sich schon immer betracht hat, aber mit einem sehr sicheren und starken Stimmumfang, was ihm erlaubt hat, erfolgreich sowohl typische Tenore Spinto Rollen einzunehmen (Calaf, Don Carlos, Don José, Manrico) als auch dramatische (Radames, Dick Johnson). Seine Stimme, oft mit derjenigen berühmten Tenoren der Vergangenheit verglichen, wie Giovanni Martinelli oder Franco Corelli, war auch von einer schlanken Figur verdoppelt, und einem feurigen Blick deswegen wurde er sehr geschätzt in einigen Rollen, zum Beispiel Luigi aus Il tabarro. Zufolge der TV live Sendung dieser Aufführung von Metropolitan wurde er von den Fans oder Kollegen Luigi gerufen! Schau den Luigi!”
Paradox, obwohl er eine bedeutende Karriere gehabt hat, vor allem an Metropolitan Opera, und obwohl er sehr befördert war, zu einer Zeit, als die TV live Sendungen am Anfang waren, ist Vasile Moldoveanu in Rumänien sehr wenig bekannt. Dieser Mangel an Allbekanntheit wurde hauptsächlich von der Zensur verursacht, die während des Kommunismus in Rumänien herrschte, genau in derselben Zeit, als der rumänische Tenor sich am Höhepunkt seiner Karriere befand.
Im Jahr 2010 hat Vasile Moldoveanu Berufung gegen die Verurteilung zum Gefängnis eingelegt und wurde endgültig freigesprochen.
Im Jahr 2012 wurde er mit dem Orden „Der Stern Rumäniens“ im Kommandeur-Grad[6] ausgezeichnet, einer der ältesten und bedeutendsten Auszeichnungen aus Rumänien.
Zurzeit lebt Vasile Moldoveanu in Monte Carlo und widmet sich den Master-Class-Stunden mit jungen Sängern, hauptsächlich aus Rumänien.

## Aufnahmen
Die zurückbleibenden Aufnahmen sind knapp, es existieren jedoch zwei LPs mit Arien aus Opern von Intercord Haus, herausgegeben in den Jahren 1976 und 1978, außer den bei Electrecord aufgenommenen.
- Berühmte Tenor-Arien (1976)
- Neapolitan Songs (1978)

Es gibt aber zahlreiche Aufnahmen der live Rundfunksendungen von Metropolitan Opera oder verschiedene Bootlegs.
- Mascagni: Cavalleria rusticana – Hamburg, 1986 – mit: Galina Savova, Vasile Moldoveanu, Piero Cappuccilli; Dirigent: Ricco Saccani, das Orchester der Oper aus Budapest

## Videoaufnahmen
Im Gegensatz zu den Studioaufnahmen, ist die Videografie von Vasile Moldoveanu beständiger:
- Giuseppe Verdi: Don Carlo

- mit: Vasile Moldoveanu (Don Carlo), Renata Scotto (Elisabeth von Valois), Tatiana Troyanos (Prinzessin Eboli), Sherrill Milnea (Rodrigo, Marquis von Posa), Paul Plishka (Filip al II lea), Jerome Hines (der Großinquisitor), Peter Sliker (ein Förster), Betsy Norden (Tebaldo), Dana Talley (Graf von Lerma), Barbara Green (Gräfin von Arenberg), John Check (ein Mönch), Timothy Jenkins (ein Herold), Therese Brandson (eine himmlische Stimme), das Orchester und der Chor der Metropolitan Oper aus New York,
Dirigent: James Levine, Produktion: John Dexter
- New York City Februar 1980, Live von der Metropolitan Oper aus New York
- Giacomo Puccini: Il tabarro – mit: Renata Scotto, Vasile Moldoveanu, Cornell Mc Neill, Charles Anthony, Italo Tajo, Bianca Berini, Jeffrey Stamm, Louisa Wohlafka, Michael Best, das Orchester und der Chor der Metropolitan Oper aus New York,

Dirigent: James Levine, Produktion: Fabrizio Melano. Nach Aufnahmen von der Metropolitan Oper aus New York, November 1981
- Giuseppe Verdi: Simon Boccanegra

- Darsteller: Anna Tomova-Sintow, Sherrill Milnes, Vasile Moldoveanu, Paul Plishka; Dirigent: James Levine, Intendant: Tito Capobianco
- Giuseppe Verdi: I vespri siciliani – Distribution: Guido de Montforte – Eduard Tumagian, Il Sire di Bethume – Alan Charles, Il Conte Vaudemont – Jacques Doumene, Arrigo – Vasile Moldoveanu, Giovanni da Procida – Zenon Kosnowski, La Duchessa Elena – Maria Temesi, Ninetta – Linda Bond Perry, Danieli – Michel Cambon, Tebaldo – Louis Mathieu, Roberto – Patrick Rocco, Manfredo – Alain Munier; Das Orchester der Oper aus Nizza, Dirigent: Oleg Caetani, Videoaufnahme der Aufführungen der Oper aus Nizza (der 15., 17., 19. Und der 23. Juni 1984)